# Scolopia crassipes
Scolopia crassipes är en videväxtart som beskrevs av Dominique Clos. Scolopia crassipes ingår i släktet Scolopia och familjen videväxter. Inga underarter finns listade i Catalogue of Life.